# Конькобежный спорт на зимних Олимпийских играх 1968
Соревнования по конькобежному спорту на зимних Олимпийских играх 1968 прошли с 9 по 12 февраля у женщин, и с 14 по 17 февраля у мужчин. Были разыграны 8 комплектов наград, по 4 у мужчин и женщин.
В соревнованиях приняло участие 129 спортсменов (86 мужчин и 43 женщины) из 19 стран.
Среди советских спортсменов единственной медалисткой стала Людмила Титова (золото на 500 м и серебро на 1000 м). У мужчин наиболее близок к медалям стал Евгений Гришин, ставший 4-м на 500 м, проиграв двум конькобежцам, разделившим серебро, 1 десятую секунды. После двух предыдущих Олимпиад, когда советские конькобежцы доминировали на льду, выступление в Гренобле было расценено в СССР как громкое поражение и провал

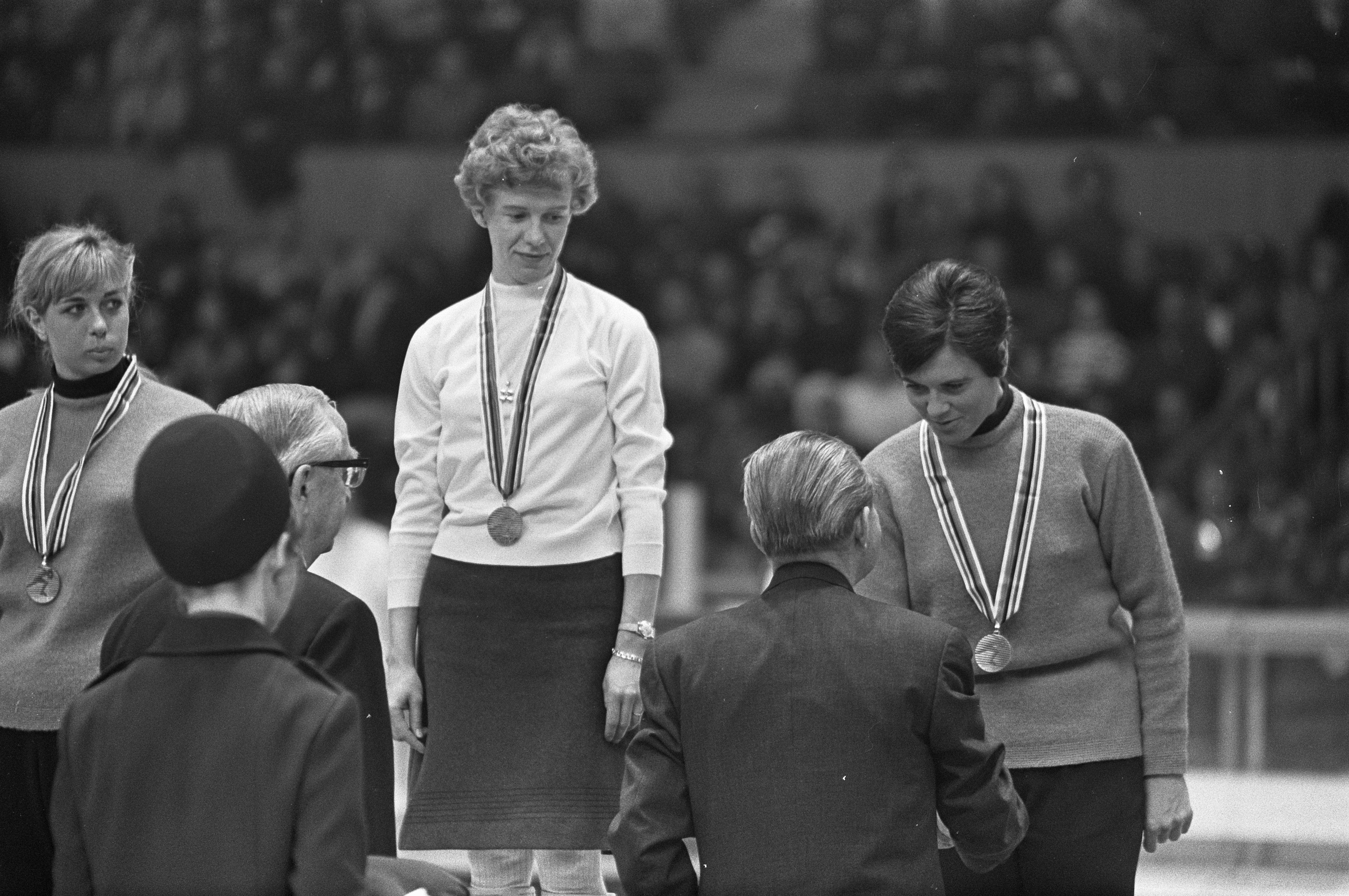
Награждение призёров на 1500 м. Каролина Гейссен, Кайя Мустонен, Кристина Кайсер

## Медалисты

### Мужчины
| Дистанция    | Золото                       | Серебро                                       | Бронза                   |
| ------------ | ---------------------------- | --------------------------------------------- | ------------------------ |
| 500 метров   | Эрхард Келлер ФРГ            | Ричард МакДермотт США Магне Томассен Норвегия | -                        |
| 1500 метров  | Корнелиус Феркерк Нидерланды | Ард Шенк Нидерланды Ивар Эриксен Норвегия     | -                        |
| 5000 метров  | Фред Антон Майер Норвегия    | Корнелиус Феркерк Нидерланды                  | Петрус Ноттет Нидерланды |
| 10000 метров | Юнни Хёглин Швеция           | Фред Антон Майер Норвегия                     | Ерьен Сандлер Швеция     |

### Женщины
| Дистанция   | Золото                      | Серебро                                          | Бронза                     |
| ----------- | --------------------------- | ------------------------------------------------ | -------------------------- |
| 500 метров  | Людмила Титова СССР         | Дженифер Фиш США Мэри Майерс США Дианн Холум США | -                          |
| 1000 метров | Каролина Гейссен Нидерланды | Людмила Титова СССР                              | Дианн Холум США            |
| 1500 метров | Кайя Мустонен Финляндия     | Каролина Гейссен Нидерланды                      | Кристина Кайсер Нидерланды |
| 3000 метров | Йоханна Схют Нидерланды     | Кайя Мустонен Финляндия                          | Кристина Кайсер Нидерланды |

## Общий медальный зачёт
| Место | Страна     | Золото | Серебро | Бронза | Всего |
| ----- | ---------- | ------ | ------- | ------ | ----- |
| 1     | Нидерланды | 3      | 3       | 3      | 9     |
| 2     | Норвегия   | 1      | 3       | 0      | 4     |
| 3     | Финляндия  | 1      | 1       | 0      | 2     |
| 3     | СССР       | 1      | 1       | 0      | 2     |
| 5     | Швеция     | 1      | 0       | 1      | 2     |
| 6     | ФРГ        | 1      | 0       | 0      | 1     |
| 7     | США        | 0      | 4       | 1      | 5     |
|       |            | 8      | 12      | 5      | 25    |